# Adolf Nähnadel
Adolf Nähnadel (1. dubna 1851 Svratka – 7. října 1930 Pardubice) byl český rabín, kantor a pedagog, který se významně zasloužil o rozvoj židovské komunity v Pardubicích.

## Život a působení
Adolf Nähnadel pocházel ze židovské rodiny ze Svratky. Byl synem Bernarda Nähnadela z Golčova Jeníkova a Marie, rozené Taussigové. V roce 1890 se přestěhoval do Pardubic, kde začal působit jako učitel náboženství. Roku 1895 byl jmenován prvním rabínem pardubické židovské obce, přestože jeho postavení zůstalo dlouho prozatímní.
Vedle své funkce rabína vykonával také povinnosti kantora a učitele na obecných, měšťanských a středních školách. Své jmenování do definitivní funkce rabína usilovně prosazoval, ale jeho pozice byla potvrzena až v roce 1914. Téhož roku se stal rabínem i holické židovské obce. Aktivně se podílel na duchovním a organizačním rozvoji židovské komunity v Pardubicích, která během jeho působení dokončila výstavbu pardubické synagogy, školy a obecního domu. Tyto instituce se staly pevnými pilíři života židovské obce.

## Osobní život
S rodinou bydlel v domě židovské náboženské obce na dnešní ulici 17. listopadu v Pardubicích, kde měl k dispozici byt zdarma. Se svou manželkou Aloisií Schrekerovou měl osm dětí: Martu, Olgu, Bedřicha, Kláru, Idu, Elsu, Irmu a Rudolfa.
Nähnadelův roční příjem zahrnoval plat ve výši 1 800 korun, remuneraci 400 korun a další příjmy z výuky náboženství. K tomu mu židovská obec hradila životní pojištění a poskytovala další finanční zabezpečení.
Zemřel 7. října 1930 v Pardubicích po 35 letech působení ve funkci rabína. Jeho nástupcem se stal PhDr. Emil Friedmann, který zahynul během holokaustu. Po druhé světové válce již pardubická židovská obec nebyla obnovena, což znamenalo konec jejího rabinátu.